# امین‌آباد (بردسیر)
امین‌آباد (بردسیر)، روستایی از توابع بخش نگار شهرستان بردسیر در استان  کرماناست.

## جمعیت
این روستا در دهستان نگار قرار دارد و براساس سرشماری مرکز آمار ایران در سال ۱۳۸۵، جمعیت آن زیر سه خانوار بوده‌است.